# Infilata
Negli scacchi, un'infilata è un attacco nei confronti di due pezzi sulla stessa linea ed è simile all'inchiodatura. In effetti, l'infilata è talvolta definita come un'inchiodatura inversa; la differenza è che, in un'infilata, il pezzo di maggior valore è posto di fronte a quello di minor valore. L'avversario è perciò costretto a muovere il pezzo di maggior valore per evitarne la cattura, lasciando così esposto l'altro pezzo che di conseguenza potrà essere catturato. L'infilata può essere attuata dalla Donna, dalla Torre, e dall'Alfiere.
|   | a | b | c | d | e | f | g | h |   |
| 8 | b7 torre del nero · f7 re del nero · c6 donna del nero · e6 pedone del nero · f6 pedone del nero · d5 cerchio bianco · e4 cerchio bianco · f4 pedone del bianco · e3 pedone del bianco · f3 alfiere del bianco · e2 donna del bianco · f2 re del bianco | b7 torre del nero · f7 re del nero · c6 donna del nero · e6 pedone del nero · f6 pedone del nero · d5 cerchio bianco · e4 cerchio bianco · f4 pedone del bianco · e3 pedone del bianco · f3 alfiere del bianco · e2 donna del bianco · f2 re del bianco | b7 torre del nero · f7 re del nero · c6 donna del nero · e6 pedone del nero · f6 pedone del nero · d5 cerchio bianco · e4 cerchio bianco · f4 pedone del bianco · e3 pedone del bianco · f3 alfiere del bianco · e2 donna del bianco · f2 re del bianco | b7 torre del nero · f7 re del nero · c6 donna del nero · e6 pedone del nero · f6 pedone del nero · d5 cerchio bianco · e4 cerchio bianco · f4 pedone del bianco · e3 pedone del bianco · f3 alfiere del bianco · e2 donna del bianco · f2 re del bianco | b7 torre del nero · f7 re del nero · c6 donna del nero · e6 pedone del nero · f6 pedone del nero · d5 cerchio bianco · e4 cerchio bianco · f4 pedone del bianco · e3 pedone del bianco · f3 alfiere del bianco · e2 donna del bianco · f2 re del bianco | b7 torre del nero · f7 re del nero · c6 donna del nero · e6 pedone del nero · f6 pedone del nero · d5 cerchio bianco · e4 cerchio bianco · f4 pedone del bianco · e3 pedone del bianco · f3 alfiere del bianco · e2 donna del bianco · f2 re del bianco | b7 torre del nero · f7 re del nero · c6 donna del nero · e6 pedone del nero · f6 pedone del nero · d5 cerchio bianco · e4 cerchio bianco · f4 pedone del bianco · e3 pedone del bianco · f3 alfiere del bianco · e2 donna del bianco · f2 re del bianco | b7 torre del nero · f7 re del nero · c6 donna del nero · e6 pedone del nero · f6 pedone del nero · d5 cerchio bianco · e4 cerchio bianco · f4 pedone del bianco · e3 pedone del bianco · f3 alfiere del bianco · e2 donna del bianco · f2 re del bianco | 8 |
| 7 | b7 torre del nero · f7 re del nero · c6 donna del nero · e6 pedone del nero · f6 pedone del nero · d5 cerchio bianco · e4 cerchio bianco · f4 pedone del bianco · e3 pedone del bianco · f3 alfiere del bianco · e2 donna del bianco · f2 re del bianco | b7 torre del nero · f7 re del nero · c6 donna del nero · e6 pedone del nero · f6 pedone del nero · d5 cerchio bianco · e4 cerchio bianco · f4 pedone del bianco · e3 pedone del bianco · f3 alfiere del bianco · e2 donna del bianco · f2 re del bianco | b7 torre del nero · f7 re del nero · c6 donna del nero · e6 pedone del nero · f6 pedone del nero · d5 cerchio bianco · e4 cerchio bianco · f4 pedone del bianco · e3 pedone del bianco · f3 alfiere del bianco · e2 donna del bianco · f2 re del bianco | b7 torre del nero · f7 re del nero · c6 donna del nero · e6 pedone del nero · f6 pedone del nero · d5 cerchio bianco · e4 cerchio bianco · f4 pedone del bianco · e3 pedone del bianco · f3 alfiere del bianco · e2 donna del bianco · f2 re del bianco | b7 torre del nero · f7 re del nero · c6 donna del nero · e6 pedone del nero · f6 pedone del nero · d5 cerchio bianco · e4 cerchio bianco · f4 pedone del bianco · e3 pedone del bianco · f3 alfiere del bianco · e2 donna del bianco · f2 re del bianco | b7 torre del nero · f7 re del nero · c6 donna del nero · e6 pedone del nero · f6 pedone del nero · d5 cerchio bianco · e4 cerchio bianco · f4 pedone del bianco · e3 pedone del bianco · f3 alfiere del bianco · e2 donna del bianco · f2 re del bianco | b7 torre del nero · f7 re del nero · c6 donna del nero · e6 pedone del nero · f6 pedone del nero · d5 cerchio bianco · e4 cerchio bianco · f4 pedone del bianco · e3 pedone del bianco · f3 alfiere del bianco · e2 donna del bianco · f2 re del bianco | b7 torre del nero · f7 re del nero · c6 donna del nero · e6 pedone del nero · f6 pedone del nero · d5 cerchio bianco · e4 cerchio bianco · f4 pedone del bianco · e3 pedone del bianco · f3 alfiere del bianco · e2 donna del bianco · f2 re del bianco | 7 |
| 6 | b7 torre del nero · f7 re del nero · c6 donna del nero · e6 pedone del nero · f6 pedone del nero · d5 cerchio bianco · e4 cerchio bianco · f4 pedone del bianco · e3 pedone del bianco · f3 alfiere del bianco · e2 donna del bianco · f2 re del bianco | b7 torre del nero · f7 re del nero · c6 donna del nero · e6 pedone del nero · f6 pedone del nero · d5 cerchio bianco · e4 cerchio bianco · f4 pedone del bianco · e3 pedone del bianco · f3 alfiere del bianco · e2 donna del bianco · f2 re del bianco | b7 torre del nero · f7 re del nero · c6 donna del nero · e6 pedone del nero · f6 pedone del nero · d5 cerchio bianco · e4 cerchio bianco · f4 pedone del bianco · e3 pedone del bianco · f3 alfiere del bianco · e2 donna del bianco · f2 re del bianco | b7 torre del nero · f7 re del nero · c6 donna del nero · e6 pedone del nero · f6 pedone del nero · d5 cerchio bianco · e4 cerchio bianco · f4 pedone del bianco · e3 pedone del bianco · f3 alfiere del bianco · e2 donna del bianco · f2 re del bianco | b7 torre del nero · f7 re del nero · c6 donna del nero · e6 pedone del nero · f6 pedone del nero · d5 cerchio bianco · e4 cerchio bianco · f4 pedone del bianco · e3 pedone del bianco · f3 alfiere del bianco · e2 donna del bianco · f2 re del bianco | b7 torre del nero · f7 re del nero · c6 donna del nero · e6 pedone del nero · f6 pedone del nero · d5 cerchio bianco · e4 cerchio bianco · f4 pedone del bianco · e3 pedone del bianco · f3 alfiere del bianco · e2 donna del bianco · f2 re del bianco | b7 torre del nero · f7 re del nero · c6 donna del nero · e6 pedone del nero · f6 pedone del nero · d5 cerchio bianco · e4 cerchio bianco · f4 pedone del bianco · e3 pedone del bianco · f3 alfiere del bianco · e2 donna del bianco · f2 re del bianco | b7 torre del nero · f7 re del nero · c6 donna del nero · e6 pedone del nero · f6 pedone del nero · d5 cerchio bianco · e4 cerchio bianco · f4 pedone del bianco · e3 pedone del bianco · f3 alfiere del bianco · e2 donna del bianco · f2 re del bianco | 6 |
| 5 | b7 torre del nero · f7 re del nero · c6 donna del nero · e6 pedone del nero · f6 pedone del nero · d5 cerchio bianco · e4 cerchio bianco · f4 pedone del bianco · e3 pedone del bianco · f3 alfiere del bianco · e2 donna del bianco · f2 re del bianco | b7 torre del nero · f7 re del nero · c6 donna del nero · e6 pedone del nero · f6 pedone del nero · d5 cerchio bianco · e4 cerchio bianco · f4 pedone del bianco · e3 pedone del bianco · f3 alfiere del bianco · e2 donna del bianco · f2 re del bianco | b7 torre del nero · f7 re del nero · c6 donna del nero · e6 pedone del nero · f6 pedone del nero · d5 cerchio bianco · e4 cerchio bianco · f4 pedone del bianco · e3 pedone del bianco · f3 alfiere del bianco · e2 donna del bianco · f2 re del bianco | b7 torre del nero · f7 re del nero · c6 donna del nero · e6 pedone del nero · f6 pedone del nero · d5 cerchio bianco · e4 cerchio bianco · f4 pedone del bianco · e3 pedone del bianco · f3 alfiere del bianco · e2 donna del bianco · f2 re del bianco | b7 torre del nero · f7 re del nero · c6 donna del nero · e6 pedone del nero · f6 pedone del nero · d5 cerchio bianco · e4 cerchio bianco · f4 pedone del bianco · e3 pedone del bianco · f3 alfiere del bianco · e2 donna del bianco · f2 re del bianco | b7 torre del nero · f7 re del nero · c6 donna del nero · e6 pedone del nero · f6 pedone del nero · d5 cerchio bianco · e4 cerchio bianco · f4 pedone del bianco · e3 pedone del bianco · f3 alfiere del bianco · e2 donna del bianco · f2 re del bianco | b7 torre del nero · f7 re del nero · c6 donna del nero · e6 pedone del nero · f6 pedone del nero · d5 cerchio bianco · e4 cerchio bianco · f4 pedone del bianco · e3 pedone del bianco · f3 alfiere del bianco · e2 donna del bianco · f2 re del bianco | b7 torre del nero · f7 re del nero · c6 donna del nero · e6 pedone del nero · f6 pedone del nero · d5 cerchio bianco · e4 cerchio bianco · f4 pedone del bianco · e3 pedone del bianco · f3 alfiere del bianco · e2 donna del bianco · f2 re del bianco | 5 |
| 4 | b7 torre del nero · f7 re del nero · c6 donna del nero · e6 pedone del nero · f6 pedone del nero · d5 cerchio bianco · e4 cerchio bianco · f4 pedone del bianco · e3 pedone del bianco · f3 alfiere del bianco · e2 donna del bianco · f2 re del bianco | b7 torre del nero · f7 re del nero · c6 donna del nero · e6 pedone del nero · f6 pedone del nero · d5 cerchio bianco · e4 cerchio bianco · f4 pedone del bianco · e3 pedone del bianco · f3 alfiere del bianco · e2 donna del bianco · f2 re del bianco | b7 torre del nero · f7 re del nero · c6 donna del nero · e6 pedone del nero · f6 pedone del nero · d5 cerchio bianco · e4 cerchio bianco · f4 pedone del bianco · e3 pedone del bianco · f3 alfiere del bianco · e2 donna del bianco · f2 re del bianco | b7 torre del nero · f7 re del nero · c6 donna del nero · e6 pedone del nero · f6 pedone del nero · d5 cerchio bianco · e4 cerchio bianco · f4 pedone del bianco · e3 pedone del bianco · f3 alfiere del bianco · e2 donna del bianco · f2 re del bianco | b7 torre del nero · f7 re del nero · c6 donna del nero · e6 pedone del nero · f6 pedone del nero · d5 cerchio bianco · e4 cerchio bianco · f4 pedone del bianco · e3 pedone del bianco · f3 alfiere del bianco · e2 donna del bianco · f2 re del bianco | b7 torre del nero · f7 re del nero · c6 donna del nero · e6 pedone del nero · f6 pedone del nero · d5 cerchio bianco · e4 cerchio bianco · f4 pedone del bianco · e3 pedone del bianco · f3 alfiere del bianco · e2 donna del bianco · f2 re del bianco | b7 torre del nero · f7 re del nero · c6 donna del nero · e6 pedone del nero · f6 pedone del nero · d5 cerchio bianco · e4 cerchio bianco · f4 pedone del bianco · e3 pedone del bianco · f3 alfiere del bianco · e2 donna del bianco · f2 re del bianco | b7 torre del nero · f7 re del nero · c6 donna del nero · e6 pedone del nero · f6 pedone del nero · d5 cerchio bianco · e4 cerchio bianco · f4 pedone del bianco · e3 pedone del bianco · f3 alfiere del bianco · e2 donna del bianco · f2 re del bianco | 4 |
| 3 | b7 torre del nero · f7 re del nero · c6 donna del nero · e6 pedone del nero · f6 pedone del nero · d5 cerchio bianco · e4 cerchio bianco · f4 pedone del bianco · e3 pedone del bianco · f3 alfiere del bianco · e2 donna del bianco · f2 re del bianco | b7 torre del nero · f7 re del nero · c6 donna del nero · e6 pedone del nero · f6 pedone del nero · d5 cerchio bianco · e4 cerchio bianco · f4 pedone del bianco · e3 pedone del bianco · f3 alfiere del bianco · e2 donna del bianco · f2 re del bianco | b7 torre del nero · f7 re del nero · c6 donna del nero · e6 pedone del nero · f6 pedone del nero · d5 cerchio bianco · e4 cerchio bianco · f4 pedone del bianco · e3 pedone del bianco · f3 alfiere del bianco · e2 donna del bianco · f2 re del bianco | b7 torre del nero · f7 re del nero · c6 donna del nero · e6 pedone del nero · f6 pedone del nero · d5 cerchio bianco · e4 cerchio bianco · f4 pedone del bianco · e3 pedone del bianco · f3 alfiere del bianco · e2 donna del bianco · f2 re del bianco | b7 torre del nero · f7 re del nero · c6 donna del nero · e6 pedone del nero · f6 pedone del nero · d5 cerchio bianco · e4 cerchio bianco · f4 pedone del bianco · e3 pedone del bianco · f3 alfiere del bianco · e2 donna del bianco · f2 re del bianco | b7 torre del nero · f7 re del nero · c6 donna del nero · e6 pedone del nero · f6 pedone del nero · d5 cerchio bianco · e4 cerchio bianco · f4 pedone del bianco · e3 pedone del bianco · f3 alfiere del bianco · e2 donna del bianco · f2 re del bianco | b7 torre del nero · f7 re del nero · c6 donna del nero · e6 pedone del nero · f6 pedone del nero · d5 cerchio bianco · e4 cerchio bianco · f4 pedone del bianco · e3 pedone del bianco · f3 alfiere del bianco · e2 donna del bianco · f2 re del bianco | b7 torre del nero · f7 re del nero · c6 donna del nero · e6 pedone del nero · f6 pedone del nero · d5 cerchio bianco · e4 cerchio bianco · f4 pedone del bianco · e3 pedone del bianco · f3 alfiere del bianco · e2 donna del bianco · f2 re del bianco | 3 |
| 2 | b7 torre del nero · f7 re del nero · c6 donna del nero · e6 pedone del nero · f6 pedone del nero · d5 cerchio bianco · e4 cerchio bianco · f4 pedone del bianco · e3 pedone del bianco · f3 alfiere del bianco · e2 donna del bianco · f2 re del bianco | b7 torre del nero · f7 re del nero · c6 donna del nero · e6 pedone del nero · f6 pedone del nero · d5 cerchio bianco · e4 cerchio bianco · f4 pedone del bianco · e3 pedone del bianco · f3 alfiere del bianco · e2 donna del bianco · f2 re del bianco | b7 torre del nero · f7 re del nero · c6 donna del nero · e6 pedone del nero · f6 pedone del nero · d5 cerchio bianco · e4 cerchio bianco · f4 pedone del bianco · e3 pedone del bianco · f3 alfiere del bianco · e2 donna del bianco · f2 re del bianco | b7 torre del nero · f7 re del nero · c6 donna del nero · e6 pedone del nero · f6 pedone del nero · d5 cerchio bianco · e4 cerchio bianco · f4 pedone del bianco · e3 pedone del bianco · f3 alfiere del bianco · e2 donna del bianco · f2 re del bianco | b7 torre del nero · f7 re del nero · c6 donna del nero · e6 pedone del nero · f6 pedone del nero · d5 cerchio bianco · e4 cerchio bianco · f4 pedone del bianco · e3 pedone del bianco · f3 alfiere del bianco · e2 donna del bianco · f2 re del bianco | b7 torre del nero · f7 re del nero · c6 donna del nero · e6 pedone del nero · f6 pedone del nero · d5 cerchio bianco · e4 cerchio bianco · f4 pedone del bianco · e3 pedone del bianco · f3 alfiere del bianco · e2 donna del bianco · f2 re del bianco | b7 torre del nero · f7 re del nero · c6 donna del nero · e6 pedone del nero · f6 pedone del nero · d5 cerchio bianco · e4 cerchio bianco · f4 pedone del bianco · e3 pedone del bianco · f3 alfiere del bianco · e2 donna del bianco · f2 re del bianco | b7 torre del nero · f7 re del nero · c6 donna del nero · e6 pedone del nero · f6 pedone del nero · d5 cerchio bianco · e4 cerchio bianco · f4 pedone del bianco · e3 pedone del bianco · f3 alfiere del bianco · e2 donna del bianco · f2 re del bianco | 2 |
| 1 | b7 torre del nero · f7 re del nero · c6 donna del nero · e6 pedone del nero · f6 pedone del nero · d5 cerchio bianco · e4 cerchio bianco · f4 pedone del bianco · e3 pedone del bianco · f3 alfiere del bianco · e2 donna del bianco · f2 re del bianco | b7 torre del nero · f7 re del nero · c6 donna del nero · e6 pedone del nero · f6 pedone del nero · d5 cerchio bianco · e4 cerchio bianco · f4 pedone del bianco · e3 pedone del bianco · f3 alfiere del bianco · e2 donna del bianco · f2 re del bianco | b7 torre del nero · f7 re del nero · c6 donna del nero · e6 pedone del nero · f6 pedone del nero · d5 cerchio bianco · e4 cerchio bianco · f4 pedone del bianco · e3 pedone del bianco · f3 alfiere del bianco · e2 donna del bianco · f2 re del bianco | b7 torre del nero · f7 re del nero · c6 donna del nero · e6 pedone del nero · f6 pedone del nero · d5 cerchio bianco · e4 cerchio bianco · f4 pedone del bianco · e3 pedone del bianco · f3 alfiere del bianco · e2 donna del bianco · f2 re del bianco | b7 torre del nero · f7 re del nero · c6 donna del nero · e6 pedone del nero · f6 pedone del nero · d5 cerchio bianco · e4 cerchio bianco · f4 pedone del bianco · e3 pedone del bianco · f3 alfiere del bianco · e2 donna del bianco · f2 re del bianco | b7 torre del nero · f7 re del nero · c6 donna del nero · e6 pedone del nero · f6 pedone del nero · d5 cerchio bianco · e4 cerchio bianco · f4 pedone del bianco · e3 pedone del bianco · f3 alfiere del bianco · e2 donna del bianco · f2 re del bianco | b7 torre del nero · f7 re del nero · c6 donna del nero · e6 pedone del nero · f6 pedone del nero · d5 cerchio bianco · e4 cerchio bianco · f4 pedone del bianco · e3 pedone del bianco · f3 alfiere del bianco · e2 donna del bianco · f2 re del bianco | b7 torre del nero · f7 re del nero · c6 donna del nero · e6 pedone del nero · f6 pedone del nero · d5 cerchio bianco · e4 cerchio bianco · f4 pedone del bianco · e3 pedone del bianco · f3 alfiere del bianco · e2 donna del bianco · f2 re del bianco | 1 |
|   | a | b | c | d | e | f | g | h |   |

Il diagramma a sinistra, con mossa al Nero, raffigura un'infilata di Alfiere. Il nero deve muovere la Donna, ed alla sua prossima mossa il Bianco potrà catturare la Torre. In questa condizione si parla di infilata relativa: il Nero, dal punto di vista del regolamento, non è obbligato a muovere la Donna, ma in tal caso subirebbe una perdita di materiale maggiore rispetto alla cattura della Torre.
|   | a | b | c | d | e | f | g | h |   |
| 8 | b7 alfiere del nero · d7 donna del nero · e7 re del nero · c6 cerchio nero · d5 cerchio nero · e4 re del bianco · f4 alfiere del bianco · f3 donna del bianco | b7 alfiere del nero · d7 donna del nero · e7 re del nero · c6 cerchio nero · d5 cerchio nero · e4 re del bianco · f4 alfiere del bianco · f3 donna del bianco | b7 alfiere del nero · d7 donna del nero · e7 re del nero · c6 cerchio nero · d5 cerchio nero · e4 re del bianco · f4 alfiere del bianco · f3 donna del bianco | b7 alfiere del nero · d7 donna del nero · e7 re del nero · c6 cerchio nero · d5 cerchio nero · e4 re del bianco · f4 alfiere del bianco · f3 donna del bianco | b7 alfiere del nero · d7 donna del nero · e7 re del nero · c6 cerchio nero · d5 cerchio nero · e4 re del bianco · f4 alfiere del bianco · f3 donna del bianco | b7 alfiere del nero · d7 donna del nero · e7 re del nero · c6 cerchio nero · d5 cerchio nero · e4 re del bianco · f4 alfiere del bianco · f3 donna del bianco | b7 alfiere del nero · d7 donna del nero · e7 re del nero · c6 cerchio nero · d5 cerchio nero · e4 re del bianco · f4 alfiere del bianco · f3 donna del bianco | b7 alfiere del nero · d7 donna del nero · e7 re del nero · c6 cerchio nero · d5 cerchio nero · e4 re del bianco · f4 alfiere del bianco · f3 donna del bianco | 8 |
| 7 | b7 alfiere del nero · d7 donna del nero · e7 re del nero · c6 cerchio nero · d5 cerchio nero · e4 re del bianco · f4 alfiere del bianco · f3 donna del bianco | b7 alfiere del nero · d7 donna del nero · e7 re del nero · c6 cerchio nero · d5 cerchio nero · e4 re del bianco · f4 alfiere del bianco · f3 donna del bianco | b7 alfiere del nero · d7 donna del nero · e7 re del nero · c6 cerchio nero · d5 cerchio nero · e4 re del bianco · f4 alfiere del bianco · f3 donna del bianco | b7 alfiere del nero · d7 donna del nero · e7 re del nero · c6 cerchio nero · d5 cerchio nero · e4 re del bianco · f4 alfiere del bianco · f3 donna del bianco | b7 alfiere del nero · d7 donna del nero · e7 re del nero · c6 cerchio nero · d5 cerchio nero · e4 re del bianco · f4 alfiere del bianco · f3 donna del bianco | b7 alfiere del nero · d7 donna del nero · e7 re del nero · c6 cerchio nero · d5 cerchio nero · e4 re del bianco · f4 alfiere del bianco · f3 donna del bianco | b7 alfiere del nero · d7 donna del nero · e7 re del nero · c6 cerchio nero · d5 cerchio nero · e4 re del bianco · f4 alfiere del bianco · f3 donna del bianco | b7 alfiere del nero · d7 donna del nero · e7 re del nero · c6 cerchio nero · d5 cerchio nero · e4 re del bianco · f4 alfiere del bianco · f3 donna del bianco | 7 |
| 6 | b7 alfiere del nero · d7 donna del nero · e7 re del nero · c6 cerchio nero · d5 cerchio nero · e4 re del bianco · f4 alfiere del bianco · f3 donna del bianco | b7 alfiere del nero · d7 donna del nero · e7 re del nero · c6 cerchio nero · d5 cerchio nero · e4 re del bianco · f4 alfiere del bianco · f3 donna del bianco | b7 alfiere del nero · d7 donna del nero · e7 re del nero · c6 cerchio nero · d5 cerchio nero · e4 re del bianco · f4 alfiere del bianco · f3 donna del bianco | b7 alfiere del nero · d7 donna del nero · e7 re del nero · c6 cerchio nero · d5 cerchio nero · e4 re del bianco · f4 alfiere del bianco · f3 donna del bianco | b7 alfiere del nero · d7 donna del nero · e7 re del nero · c6 cerchio nero · d5 cerchio nero · e4 re del bianco · f4 alfiere del bianco · f3 donna del bianco | b7 alfiere del nero · d7 donna del nero · e7 re del nero · c6 cerchio nero · d5 cerchio nero · e4 re del bianco · f4 alfiere del bianco · f3 donna del bianco | b7 alfiere del nero · d7 donna del nero · e7 re del nero · c6 cerchio nero · d5 cerchio nero · e4 re del bianco · f4 alfiere del bianco · f3 donna del bianco | b7 alfiere del nero · d7 donna del nero · e7 re del nero · c6 cerchio nero · d5 cerchio nero · e4 re del bianco · f4 alfiere del bianco · f3 donna del bianco | 6 |
| 5 | b7 alfiere del nero · d7 donna del nero · e7 re del nero · c6 cerchio nero · d5 cerchio nero · e4 re del bianco · f4 alfiere del bianco · f3 donna del bianco | b7 alfiere del nero · d7 donna del nero · e7 re del nero · c6 cerchio nero · d5 cerchio nero · e4 re del bianco · f4 alfiere del bianco · f3 donna del bianco | b7 alfiere del nero · d7 donna del nero · e7 re del nero · c6 cerchio nero · d5 cerchio nero · e4 re del bianco · f4 alfiere del bianco · f3 donna del bianco | b7 alfiere del nero · d7 donna del nero · e7 re del nero · c6 cerchio nero · d5 cerchio nero · e4 re del bianco · f4 alfiere del bianco · f3 donna del bianco | b7 alfiere del nero · d7 donna del nero · e7 re del nero · c6 cerchio nero · d5 cerchio nero · e4 re del bianco · f4 alfiere del bianco · f3 donna del bianco | b7 alfiere del nero · d7 donna del nero · e7 re del nero · c6 cerchio nero · d5 cerchio nero · e4 re del bianco · f4 alfiere del bianco · f3 donna del bianco | b7 alfiere del nero · d7 donna del nero · e7 re del nero · c6 cerchio nero · d5 cerchio nero · e4 re del bianco · f4 alfiere del bianco · f3 donna del bianco | b7 alfiere del nero · d7 donna del nero · e7 re del nero · c6 cerchio nero · d5 cerchio nero · e4 re del bianco · f4 alfiere del bianco · f3 donna del bianco | 5 |
| 4 | b7 alfiere del nero · d7 donna del nero · e7 re del nero · c6 cerchio nero · d5 cerchio nero · e4 re del bianco · f4 alfiere del bianco · f3 donna del bianco | b7 alfiere del nero · d7 donna del nero · e7 re del nero · c6 cerchio nero · d5 cerchio nero · e4 re del bianco · f4 alfiere del bianco · f3 donna del bianco | b7 alfiere del nero · d7 donna del nero · e7 re del nero · c6 cerchio nero · d5 cerchio nero · e4 re del bianco · f4 alfiere del bianco · f3 donna del bianco | b7 alfiere del nero · d7 donna del nero · e7 re del nero · c6 cerchio nero · d5 cerchio nero · e4 re del bianco · f4 alfiere del bianco · f3 donna del bianco | b7 alfiere del nero · d7 donna del nero · e7 re del nero · c6 cerchio nero · d5 cerchio nero · e4 re del bianco · f4 alfiere del bianco · f3 donna del bianco | b7 alfiere del nero · d7 donna del nero · e7 re del nero · c6 cerchio nero · d5 cerchio nero · e4 re del bianco · f4 alfiere del bianco · f3 donna del bianco | b7 alfiere del nero · d7 donna del nero · e7 re del nero · c6 cerchio nero · d5 cerchio nero · e4 re del bianco · f4 alfiere del bianco · f3 donna del bianco | b7 alfiere del nero · d7 donna del nero · e7 re del nero · c6 cerchio nero · d5 cerchio nero · e4 re del bianco · f4 alfiere del bianco · f3 donna del bianco | 4 |
| 3 | b7 alfiere del nero · d7 donna del nero · e7 re del nero · c6 cerchio nero · d5 cerchio nero · e4 re del bianco · f4 alfiere del bianco · f3 donna del bianco | b7 alfiere del nero · d7 donna del nero · e7 re del nero · c6 cerchio nero · d5 cerchio nero · e4 re del bianco · f4 alfiere del bianco · f3 donna del bianco | b7 alfiere del nero · d7 donna del nero · e7 re del nero · c6 cerchio nero · d5 cerchio nero · e4 re del bianco · f4 alfiere del bianco · f3 donna del bianco | b7 alfiere del nero · d7 donna del nero · e7 re del nero · c6 cerchio nero · d5 cerchio nero · e4 re del bianco · f4 alfiere del bianco · f3 donna del bianco | b7 alfiere del nero · d7 donna del nero · e7 re del nero · c6 cerchio nero · d5 cerchio nero · e4 re del bianco · f4 alfiere del bianco · f3 donna del bianco | b7 alfiere del nero · d7 donna del nero · e7 re del nero · c6 cerchio nero · d5 cerchio nero · e4 re del bianco · f4 alfiere del bianco · f3 donna del bianco | b7 alfiere del nero · d7 donna del nero · e7 re del nero · c6 cerchio nero · d5 cerchio nero · e4 re del bianco · f4 alfiere del bianco · f3 donna del bianco | b7 alfiere del nero · d7 donna del nero · e7 re del nero · c6 cerchio nero · d5 cerchio nero · e4 re del bianco · f4 alfiere del bianco · f3 donna del bianco | 3 |
| 2 | b7 alfiere del nero · d7 donna del nero · e7 re del nero · c6 cerchio nero · d5 cerchio nero · e4 re del bianco · f4 alfiere del bianco · f3 donna del bianco | b7 alfiere del nero · d7 donna del nero · e7 re del nero · c6 cerchio nero · d5 cerchio nero · e4 re del bianco · f4 alfiere del bianco · f3 donna del bianco | b7 alfiere del nero · d7 donna del nero · e7 re del nero · c6 cerchio nero · d5 cerchio nero · e4 re del bianco · f4 alfiere del bianco · f3 donna del bianco | b7 alfiere del nero · d7 donna del nero · e7 re del nero · c6 cerchio nero · d5 cerchio nero · e4 re del bianco · f4 alfiere del bianco · f3 donna del bianco | b7 alfiere del nero · d7 donna del nero · e7 re del nero · c6 cerchio nero · d5 cerchio nero · e4 re del bianco · f4 alfiere del bianco · f3 donna del bianco | b7 alfiere del nero · d7 donna del nero · e7 re del nero · c6 cerchio nero · d5 cerchio nero · e4 re del bianco · f4 alfiere del bianco · f3 donna del bianco | b7 alfiere del nero · d7 donna del nero · e7 re del nero · c6 cerchio nero · d5 cerchio nero · e4 re del bianco · f4 alfiere del bianco · f3 donna del bianco | b7 alfiere del nero · d7 donna del nero · e7 re del nero · c6 cerchio nero · d5 cerchio nero · e4 re del bianco · f4 alfiere del bianco · f3 donna del bianco | 2 |
| 1 | b7 alfiere del nero · d7 donna del nero · e7 re del nero · c6 cerchio nero · d5 cerchio nero · e4 re del bianco · f4 alfiere del bianco · f3 donna del bianco | b7 alfiere del nero · d7 donna del nero · e7 re del nero · c6 cerchio nero · d5 cerchio nero · e4 re del bianco · f4 alfiere del bianco · f3 donna del bianco | b7 alfiere del nero · d7 donna del nero · e7 re del nero · c6 cerchio nero · d5 cerchio nero · e4 re del bianco · f4 alfiere del bianco · f3 donna del bianco | b7 alfiere del nero · d7 donna del nero · e7 re del nero · c6 cerchio nero · d5 cerchio nero · e4 re del bianco · f4 alfiere del bianco · f3 donna del bianco | b7 alfiere del nero · d7 donna del nero · e7 re del nero · c6 cerchio nero · d5 cerchio nero · e4 re del bianco · f4 alfiere del bianco · f3 donna del bianco | b7 alfiere del nero · d7 donna del nero · e7 re del nero · c6 cerchio nero · d5 cerchio nero · e4 re del bianco · f4 alfiere del bianco · f3 donna del bianco | b7 alfiere del nero · d7 donna del nero · e7 re del nero · c6 cerchio nero · d5 cerchio nero · e4 re del bianco · f4 alfiere del bianco · f3 donna del bianco | b7 alfiere del nero · d7 donna del nero · e7 re del nero · c6 cerchio nero · d5 cerchio nero · e4 re del bianco · f4 alfiere del bianco · f3 donna del bianco | 1 |
|   | a | b | c | d | e | f | g | h |   |

Nel diagramma a destra, con mossa al bianco, il Re sta subendo un attacco di infilata da parte dell'Alfiere. Questa è detta infilata assoluta, perché il Re è sotto scacco e per regolamento il Bianco deve muovere il re. Qualunque mossa di Re faccia il Bianco, alla prossima mossa il Nero catturerà la sua Donna, ottenendo facilmente la vittoria.
Poiché questa infilata attacca direttamente un pezzo di maggior valore, è in genere più efficace. La vittima di un'infilata può evitare la perdita di materiale solo se il pezzo di maggior valore può essere mosso dando scacco al Re avversario o con un'altra minaccia sufficientemente forte (per esempio attaccando un pezzo avversario); in caso contrario, non può evitare la perdita di materiale. Per questo motivo l'infilata capita più raramente dell'inchiodatura durante le partite, ma quando capita è spesso decisiva.